# Ron Dunlap
Ronald Dunlap, detto Ron (Chicago, 2 dicembre 1946 – Appleton, 28 ottobre 2019), è stato un cestista statunitense.

## Carriera
Dunlap frequentò la University of Illinois at Urbana-Champaign, giocando nei Fighting Illini per due stagioni. Fu costretto a saltare l'ultima (1967-1968) a causa di uno scandalo riguardante fondi neri e finanziamenti illeciti versati dall'Università dell'Illinois ai giocatori delle proprie squadre di basket e football americano. La NCAA sospese i Fighting Illini per due stagioni.
Nonostante la pausa forzata dal gioco, Dunlap venne selezionato al secondo giro del Draft NBA 1968 dai Chicago Bulls. Proseguì la carriera in CBA (esistita dal 1969 al 1974) nei Rockford Royals, e successivamente in Israele al Maccabi Tel Aviv: fu il primo giocatore di colore nella storia della squadra.

## Palmarès
- Campionato israeliano: 2

Maccabi Tel Aviv: 1971-72, 1972-73
- Coppa di Israele: 2

Maccabi Tel Aviv: 1971-72, 1972-73